# 鄚玖

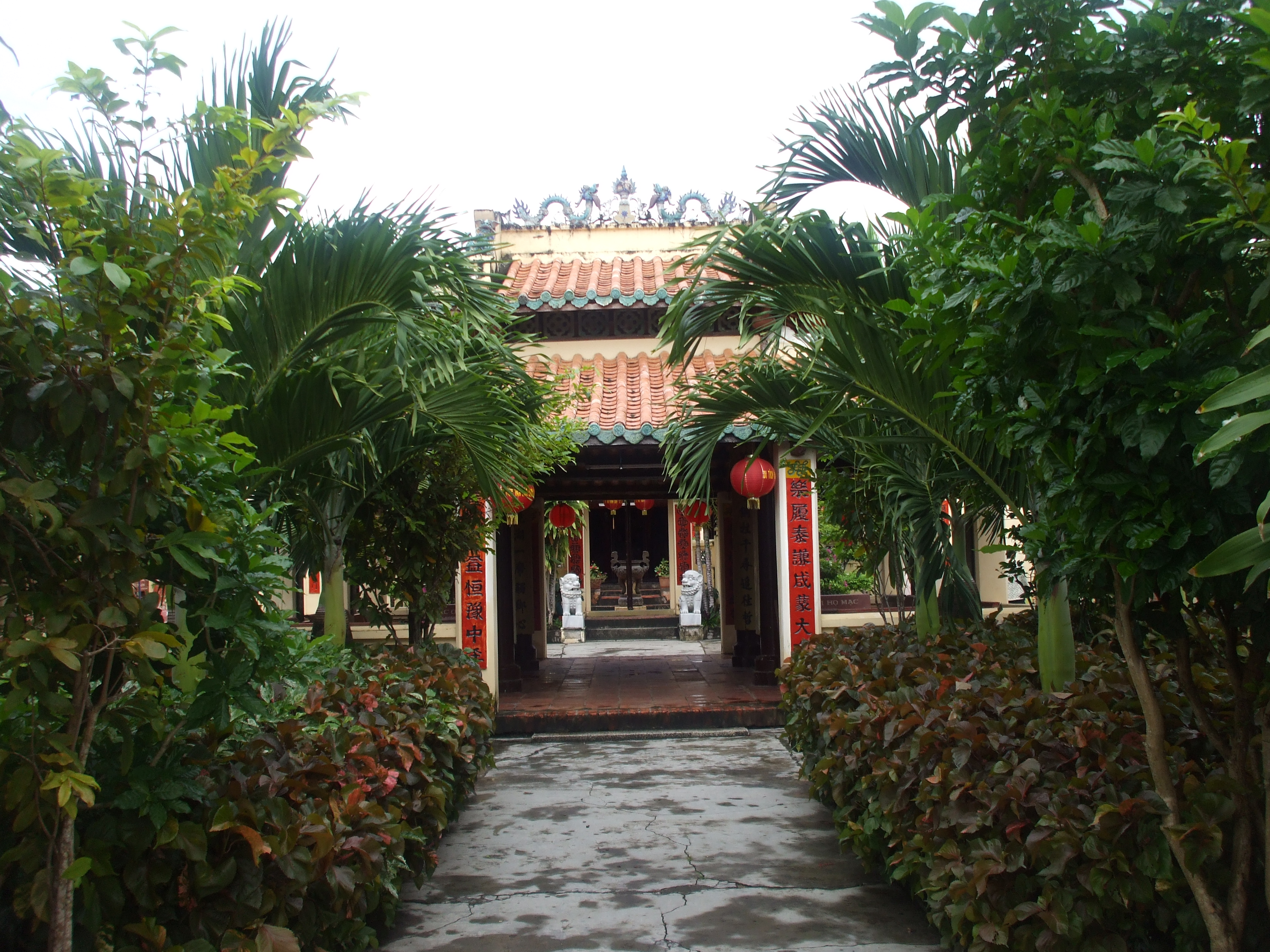
ハティエンの鄚公廟

鄚 玖（まく きゅう、マク・クゥ、ベトナム語：Mạc Cửu, 1655年 - 1736年）は、18世紀初頭のカンボジアとベトナム（阮氏広南国）の関係において重要な役割を果たした華人の探検家・開拓者・政治指導者。広南国における地位は河僊総兵（Tổng binh Hà Tiên）。

## 生涯
広東省雷州府海康県黎郭社に生まれる。清朝の海禁政策の影響を受けて1671年に中国を離れ、プノンペンに住んだ後ジャワやフィリピンへと旅をする。その後、カンボジア王の援助を受け、バンテアイ・メアスへと移民し、華人のコミュニティの指導者となる。またカンボジアから、この地方を統治する「オクヤー（屋牙、oknha）」の地位を得て、賭博場の運営、銀山の開発、村落の形成などの開拓事業を行った。1700年には河僊（現在のキエンザン省ハティエン）に、華人に「港口国」として、ヨーロッパ人に Canca、Peam、またはPontomeas として知られた半独立国を築いた。なお、ハティエンの街はもともとクメール人によって港、河口、埠頭を意味する（ローマ字転写：Piem もしくは Peam）と呼ばれていた。
後に彼はベトナムの阮氏広南国と同盟するようになった。1708年には広南国へ朝貢の使いを送り、見返りに河僊総兵（Tổng binh Hà Tiên）の称号を得る。死後は息子の鄚天賜がその地位を継ぐ。鄚天賜は中国の詩文を愛し、港口国を反清を掲げる明朝遺臣のよき亡命先ならしめた。鄚氏一族の支配域はフーコック島からカマウ半島にまで及んだが、キン人の南進により広南国に併合され、1800年代には阮朝の領域となった。
墓はハティエンのビンサン山にある。キエンザン省では地元の英雄として親しまれ、彼の名を冠した道路が多くの街に存在する。

## 姓氏
本姓は「莫」であったが、黎朝を簒奪した莫登庸の一族と間違えられることを避けるため、ベトナムでは「阝」を付加し「鄚」と改めた。中国語での姓名の読みはモー・ジウ。

## 家族
彼の家系については漢文資料である「河仙鎮葉鎮氏鄚家譜」に記録が残っている。
ビエンホア出身の女性との間に生まれた息子の鄚天賜（マク・ティエン・トゥー、Mạc Thiên Tứ）は鄚玖の事業を継いで河僊総兵となり、広南国によるカンボジア侵略に大きく関わった（阮福濶の項を参照）。娘のマク・キム・ディンは、ベトナム南部に亡命した明朝の遺臣の陳上川（チャン・トゥオン・スィエン、Trần Thượng Xuyên）と結婚している。